# 리수용
리수용(李洙墉, 1940년 6월 15일~)은 조선민주주의인민공화국의 외교관 겸 정치인이다.
그는 조선민주주의인민공화국 국무위원회 위원 등을 거쳐 내각 외무상 겸 조선로동당 중앙위원회 정치국 위원 등을 지냈다.

## 경력
- 1940년생. 김일성종합대학 정치경제학과를 거쳐 국제관계대학 불어과를 나옴.
- 1973년-1979년, 외무성 국제기구국장, 의례국장
- 1979년-1980년, 당 조직지도부 서기실 책임비서
- 1980년-1987년, 주스위스 제네바대표부 공사, 외무성 순회대사
- 1987년 9월-2010년 3월, 주스위스 제네바대표부 상임대표, 스위스 주재 대사, 이밖에도 리히텐슈타인, 네덜란드 주재 대사 겸임
- 2000년 7월, 합영회사 KOHAS 대표
- 2010년 9월, 조선로동당 중앙위원회 후보위원에 선임
- 2010년-2011년, 내각 합영투자위원회 위원장
- 2010년 ~ 2014년 4월 외무성 부상
- 2014년 4월 ~ 2016년 5월 : 외무상[1] 역임. 숙청된 장성택의 측근으로 분류되어 한때는 처형되었다는 소문이 있었으나, 2014년 4월에 개최된 최고인민회의 제13기 제1차 회의에서 박의춘의 뒤를 이어 내각의 외무상에 임명되었다.[2]

## 최고인민회의 대의원
2003년 9월 최고인민회의 제11기 대의원에 선출되었으며, 2009년 4월 이후 제12기, 제13기 대의원으로 있다.

## 수훈
2012년 2월, 김정일 훈장을 받았다.

## 기타
2011년 김정일 사망 당시에 국가장의위원회 위원을 맡았다.

## 같이 보기
- 조선민주주의인민공화국의 대외 관계
- 조선민주주의인민공화국의 인권
- 조선민주주의인민공화국의 재외공관 목록